# Ablabesmyia miki
Ablabesmyia miki är en tvåvingeart som först beskrevs av Maurice Emile Marie Goetghebuer och Lenz 1936.  Ablabesmyia miki ingår i släktet Ablabesmyia och familjen fjädermyggor. Inga underarter finns listade i Catalogue of Life.